# The Black Eyed Peas
The Black Eyed Peas là một ban nhạc hip hop, rap, pop Mỹ đến từ Los Angeles. Ban nhạc hiện gồm các thành viên: will.i.am, apl.de.ap, Taboo và Fergie. Từ thành công của album Elephunk năm 2003, họ bắt đầu có được sự nổi tiếng và thành công quốc tế trong thể loại pop/dance. Nhóm bán được gần 18 triệu album và 9 triệu đĩa đơn trên toàn cầu.
Nhóm từng tham gia biểu diễn mở màn cho Justified/Stripped Tour của Justin Timberlake và Christina Aguilera, sau đó là Stripped World Tour của Aguilera.

## Thành viên
Thành viên hiện tại
| Nghệ danh | Tên thật           | Năm tham gia |
| --------- | ------------------ | ------------ |
| will.i.am | William J. Adams   | 1995–nay     |
| apl.de.ap | Allan Pineda Lindo | 1995–nay     |
| Taboo     | Jaime Luis Gómez   | 1995–nay     |

Thành viên cũ
| Tên      | Năm tham gia |
| -------- | ------------ |
| Kim Hill | 1996–2000    |
| Fergie   | 2003–2012    |

## Danh sách đĩa nhạc
Album phòng thu
- 1998: Behind the Front
- 2000: Bridging the Gap
- 2003: Elephunk
- 2005: Monkey Business
- 2009: The E.N.D.
- 2010: The Beginning
- 2020: Translation

### Đĩa đơn quán quân
| 2003                      | Elephunk                  | "Where Is the Love?" (với Justin Timberlake) | 1 | 1 | 1 | 1  | 16 | 1  | 1 |
| 2003                      | Elephunk                  | "Shut Up"                                    | 2 | 2 | 1 | 1  | 1  | 1  | 1 |
| 2005                      | Monkey Business           | "Don't Phunk With My Heart"                  | 1 | 3 | 1 | 8  | 7  | 4  | 1 |
| 2005                      | Monkey Business           | "Don't Lie"                                  | 1 | 6 | 6 | 12 | 7  | 11 | 5 |
| 2005                      | Monkey Business           | "My Humps"                                   | 2 | 3 | 1 | 4  | 11 | 1  | 1 |
| Tổng số đĩa đơn quán quân | Tổng số đĩa đơn quán quân | Tổng số đĩa đơn quán quân                    | 3 | 1 | 4 | 2  | 1  | 3  | 4 |

## Giải Grammy
| Năm  | Đề cử / Tác phẩm                                  | Giải thưởng                                          | Kết quả   |
| ---- | ------------------------------------------------- | ---------------------------------------------------- | --------- |
| 2004 | "Where is the Love?" (hát cùng Justin Timberlake) | Hợp tác rap và hát xuất sắc nhất                     | Đề cử     |
| 2004 | "Where is the Love?" (hát cùng Justin Timberlake) | Thu âm của năm                                       | Đề cử     |
| 2005 | "Let's Get It Started"                            | Thu âm của năm                                       | Đề cử     |
| 2005 | "Let's Get It Started"                            | Thể hiện rap hay nhất bởi một nhóm nhạc hoặc song ca | Đoạt giải |
| 2006 | "Don't Phunk with My Heart"                       | Thể hiện rap hay nhất bởi một nhóm nhạc hoặc song ca | Đoạt giải |
| 2006 | "Don't Lie"                                       | Trình diễn Song ca/Nhóm nhạc giọng pop xuất sắc nhất | Đề cử     |
| 2006 | "Gone Going" (hát cùng Jack Johnson)              | Hợp tác giọng pop xuất sắc nhất                      | Đề cử     |
| 2007 | "My Humps"                                        | Trình diễn Song ca/Nhóm nhạc giọng pop xuất sắc nhất | Đoạt giải |
| 2010 | The E.N.D                                         | Album của năm                                        | Đề cử     |
| 2010 | The E.N.D                                         | Album giọng pop xuất sắc nhất                        | Đoạt giải |
| 2010 | "I Gotta Feeling"                                 | Thu âm của năm                                       | Đề cử     |
| 2010 | "I Gotta Feeling"                                 | Trình diễn Song ca/Nhóm nhạc giọng pop xuất sắc nhất | Đoạt giải |
| 2010 | "Boom Boom Pow"                                   | Thu âm nhạc dance xuất sắc nhất                      | Đề cử     |
| 2010 | "Boom Boom Pow"                                   | Video âm nhạc thời lượng ngắn hay nhất               | Đoạt giải |